# Terapia CAR-T
Terapia CAR-T – metoda leczenia nowotworów hematologicznych polegająca na przeprogramowaniu komórek odpornościowych chorego, dzięki czemu jego układ immunologiczny lepiej rozpoznaje i zwalcza komórki nowotworowe.
Terapia CAR-T oparta jest na genetycznie zmodyfikowanych limfocytach T (CAR-T, chimeric antigen receptor). Zalicza się ją do metod leczenia z obszaru immuno-onkologii. Celem immunoterapii nowotworów jest przełamanie tolerancji immunologicznej oraz wykształcenie efektywnej odpowiedzi odpornościowej.
Wczesne badania nad komórkami CAR-T koncentrowały się na nowotworach krwi. W pierwszych zatwierdzonych metodach leczenia stosuje się antygen CD19, obecny w nowotworach o podłożu limfocytowym B, takich jak ostra białaczka limfoblastyczna (ALL) i rozsiany duży chłoniak B-komórkowy (DLBCL).
Chociaż początkowe wskaźniki remisji klinicznej po terapii komórkami CAR-T u wszystkich pacjentów wynoszą aż 90%, wskaźniki przeżycia długotrwałego są znacznie niższe. Przyczyną jest zwykle pojawienie się komórek białaczkowych, które nie eksprymują CD19, a więc wymykają się rozpoznaniu przez komórki CD19-CAR T. Badania przedkliniczne nad rozwojem komórek CAR-T z podwójnym ukierunkowaniem na CD19 plus CD22 lub CD19 plus CD20 okazały się obiecujące, a badania nad ukierunkowaniem bispecyficznym mającym na celu obejście redukcji CD19 są w toku.